# Edith Cigana
Edith Cigana (Conegliano, 15 de fevereiro de 1968) é uma triatleta profissional italiana. 

## Carreira

### Sydney 2000
Edith Cigana disputou os Jogos de Sydney 2000, terminando em 27º lugar com o tempo de 2:07:06.81. 